# まんが宇宙船
まんが宇宙船（まんがうちゅうせん）は、ルドルフ・アイジングなどが制作したメトロ・ゴールドウィン・メイヤーのかなり古い作品から、テックス・アヴェリーなどによる1930年代から1940年代の短編アニメーション作品を3話ずつ放映したアニメ番組。静岡県のテレビ局で放送された（局名は不明）。新潟放送では1982年4月19日から平日17時00分に放送された。

## 日本での放映リスト
カッコ内は米国での公開年
1回目放送
狼と勇敢なワン吉　The Boy and the Wolf (1943) 監督：ルドルフ・アイジング
のろまな早起鳥　The Early Bird Dood It! (1942) 監督：テックス・アヴェリー
真夜中の悪魔退治　Good Little Monkeys (1935) 監督：ヒュー・ハーマン
2回目放送
真夜中の音楽会　Bottles (1936) 監督：ヒュー・ハーマン
三匹のコウモリ　Bats in the Belfry (1942) 監督：ジェリー・ブリュワー
カエルのお祭り　The Old Mill Pond (1936) 監督：ヒュー・ハーマン
3回目放送
淋しいスカンクの坊や　Poor Little Me (1935) 監督：ヒュー・ハーマン
ピョン助の家出　What Price Fleadom (1948) 監督：テックス・アヴェリー
おしゃべりダービー　Gallopin' Gals (1940) 監督：ハンナ＆バーベラ
4回目放送
腹ペコ狼とウサギの坊や　The Hungry Wolf (1942) 監督：ヒュー・ハーマン
カラスの三文オペラ　Romeo in Rhythm (1940) 監督：ルドルフ・アイジング
金魚の海底探検　The Little Goldfish (1939) 監督：ルドルフ・アイジング
5回目放送
ワン君の兵隊学校　War Dogs (1943) 監督：ハンナ＆バーベラ
頭の弱いカラス　The Bookworm (1939) 監督：フリッツ・フレレング
皇帝とウグイス　The Chinese Nightingale (1935) 監督：ルドルフ・アイジング
6回目放送
自然公園の1日　Petunia Natural Park (1939) 監督：フリッツ・フレレング
みんなで歌おう　Swing Wedding (1937) 監督：ヒュー・ハーマン
真夜中の美術館　Art Gallery (1939) 監督：ヒュー・ハーマン
7回目放送
ドルーピー アラスカの拳銃使い　The Shooting of Dan McGoo (1945) 監督：テックス・アヴェリー
幸せなネズミ一家　The Field Mouse (1941) 監督：ヒュー・ハーマン
僕はひとりぼっち　Lonesome Lenny (1946) 監督：テックス・アヴェリー
8回目放送
くものお手伝いさん　Mrs. Ladybug (1940) 監督：ルドルフ・アイジング
こどもコンクール　Barnyard Babies (1935) 監督：ルドルフ・アイジング
とんだ野球試合　Batty Baseball (1944) 監督：テックス・アヴェリー
9回目放送
狼とシンデレラ　Swing Shift Cinderella (1945) 監督：テックス・アヴェリー
捨て猫騒動　Chips Off the Old Block (1942) 監督：ロバート・アレン
お化屋敷はコリゴリ　The Old House (1936) 監督：ヒュー・ハーマン
10回目放送
動物たちの国づくり　Peace on Earth (1939) 監督：ヒュー・ハーマン
おじいさんの手柄話　The Old Pioneer (1934) 監督：ルドルフ・アイジング
とんだサーカス騒動　Circus Daze (1937) 監督：ヒュー・ハーマン
11回目放送
おもちゃの国の音楽会　Toyland Broadcast (1934) 監督：ルドルフ・アイジング
モグラの冒険　The Little Mole (1941) 監督：ヒュー・ハーマン
黒ちゃん坊やと海賊蛙　Little Ol' Bosko and the Pirates (1937) 監督：ヒュー・ハーマン
12回目放送
小ねずみチュー太の月世界探検　Little Buck Cheeser (1937) 監督：ルドルフ・アイジング
裏街ニャン公　The Alley Cat (1941) 監督：ヒュー・ハーマン
腹ペコハゲタカ　What's Buzzin' Buzzard (1943) 監督：テックス・アヴェリー
13回目放送
小ねずみチュー太の冒険　Little Cheeser (1936) 監督：ルドルフ・アイジング
脱線サンタクロース　The Captain's Christmas (1938) 監督：フリッツ・フレレング
小ネコの風船旅行　The Milky Way (1940) 監督：ルドルフ・アイジング
14回目放送
小犬のクリスマス　The Pups' Christmas (1936) 監督：ルドルフ・アイジング
スカンク君の悩み　Little 'Tinker (1948) 監督：テックス・アヴェリー
黒ちゃん坊やのお使い　Little Ol' Bosko and the Cannibals (1937) 監督：ヒュー・ハーマン
15回目放送
山猫サンタの失敗　Alias St. Nick (1935) 監督：ルドルフ・アイジング
子豚のクリスマス　One Ham's Family (1943) 監督：テックス・アヴェリー
黒ちゃん坊やの色つき卵　Bosko's Easter Eggs (1937) 監督：ヒュー・ハーマン
16回目放送
タン吉の怪獣退治　The Calico Dragon (1935) 監督：ルドルフ・アイジング
リスの脱走ごっこ　Happy-Go-Nutty (1944) 監督：テックス・アヴェリー
黒ちゃん坊やと五匹の小羊　Run Sheep, Run! (1935) 監督：ヒュー・ハーマン
17回目放送
小犬のピクニック　The Pups' Picnic (1936) 監督：ルドルフ・アイジング
おかしな赤頭巾　Red Hot Riding Hood (1943) 監督：テックス・アヴェリー
魔法のジュータン　Little Ol' Bosko in Bagdad (1938) 監督：ヒュー・ハーマン
18回目放送
ケンタッキーの草競馬　The Old Plantation (1935) 監督：ルドルフ・アイジング
人の悪いリス　Screwball Squirrel (1944) 監督：テックス・アヴェリー
子守はつらい　Bosko's Parlor Pranks (1934) 監督：ヒュー・ハーマン
19回目放送
なかよしひよこ　The Lost Chick (1935) 監督：ヒュー・ハーマン
さぼり屋リス　The Screwy Truant (1945) 監督：テックス・アヴェリー
熊の朝ごはん　Goldilocks and the Three Bears (1939) 監督：ヒュー・ハーマン
20回目放送
蜂の警察隊　Honeyland (1935) 監督：ルドルフ・アイジング
魚のお祭り　Swing Social (1940) 監督：ハンナ＆バーベラ
バニーの屋根直し　A Rainy Day with the Bear Family (1940) 監督：ヒュー・ハーマン
21回目放送
小ねずみチュー太と大ねずみ　When the Cat's Away (1935) 監督：ルドルフ・アイジング
貧乏なお伽の国　Hey-Hey Fever (1935) 監督：ヒュー・ハーマン
いたずら猿のタバコ騒動　Pipe Dreams (1938) 監督：ヒュー・ハーマン
22回目放送
賢いりんご虫　The Early Bird and the Worm (1936) 監督：ルドルフ・アイジング
カラスの失敗　The Bookworm Turns (1940) 監督：ヒュー・ハーマン
ねずみはこわい　Slap Happy Lion (1947) 監督：テックス・アヴェリー
23回目放送
西部の勇者　The Lonesome Stranger (1940) 監督：ヒュー・ハーマン
迷い子の小犬　The Wayward Pups (1937) 監督：ルドルフ・アイジング
インディアンのお嫁さん　Big Heel-Watha (1944) 監督：テックス・アヴェリー
最終放送
うそつきトム　Uncle Tom's Cabaña (1947) 監督：テックス・アヴェリー
うそつき狼　Blitz Wolf (1942) 監督：テックス・アヴェリー
ガチョウ坊やの大旅行　The Goose Goes South (1941) 監督：ハンナ＆バーベラ